# Het Kersjes Fonds
Het Kersjes Fonds, voluit Kersjes Van de Groenekan Fonds, is een particulier stimuleringsfonds voor cultuur in Nederland dat jaarlijks beurzen en prijzen uitreikt aan uitzonderlijke Nederlandse muziektalenten.
De grootste en bekendste prijs van Het Kersjes Fonds is de Kersjes van de Groenekan Prijs, een prijs die jaarlijks wordt uitgereikt aan uitzonderlijke talenten in de Nederlandse kamermuziek. Aan de prijs is een geldbedrag van 50.000 Euro verbonden.

## Geschiedenis
Het fonds werd in 1994 opgericht door de Nederlandse dirigent Anton Kersjes en diens vrouw, de violiste Margreet van de Groenekan. Het geld voor het fonds kwam echter niet van hen, maar uit de nalatenschap van Annie Bosboom, een tante van Groenekan, die na haar dood miljoenen op de bank had staan.
Tegen de tijd haar 25-jarige jubileum in 2019 werd gevierd, had het fonds met de revenuen van het werkkapitaal vrijwel het hele Nederlandse bestand aan goede dirigenten, violisten en kamermusici ondersteund.

## Laureaten
| Jaar | Kersjesprijs              | Kersjesvioolbeurs         | Kersjesdirectiebeurs                         | Strijkkwartetstipendium                                             | Overige                                                                                       |
| ---- | ------------------------- | ------------------------- | -------------------------------------------- | ------------------------------------------------------------------- | --------------------------------------------------------------------------------------------- |
| 2024 | Dianto Reed Quintet       | İdil Yunkuş               | Sebastiaan van Yperen                        | Skazka Kwartet                                                      |                                                                                               |
| 2023 | Animato Kwartet           | Iris van Nuland           | Leon Frantzen-Malesani                       | Butter Quartet                                                      |                                                                                               |
| 2022 | Chianti Ensemble          | Isobel Warmelink          | Rolf Verbeek                                 |                                                                     |                                                                                               |
| 2020 | Delta Pianotrio           | Charlotte Spruit          | Klaas-Jan de Groot                           | Dostojevski Kwartet ADAM Quartet Helikon Kwartet Belinfante Quartet |                                                                                               |
| 2019 | niet uitgereikt           | Hawijch Elders            | Lodewijk van der Ree                         | Behn Quartet                                                        | Bijzondere prijs (€ 30.000): New European Ensemble                                            |
| 2018 | Amatis Piano Trio         | Maxime Gulikers           | Sander Teepen                                | Viride Kwartet                                                      |                                                                                               |
| 2017 | Navarra String Quartet    | Noa Wildschut             | niet uitgereikt                              | Animato Kwartet,                                                    | Extra directiestipendium (€ 10.000): Leonard Evers Extra prijs (€ 25.000): Cappella Amsterdam |
| 2016 | Busch Trio                | Ruña ’t Hart              | Stijn Berkouwer                              | Babylon Quartet                                                     |                                                                                               |
| 2015 | Berlage Saxophone Quartet | Diamanda Dramm, Niek Baar | Frans-Aert Burghgraef                        | Acanthus Kwartet Aristos Kwartet                                    |                                                                                               |
| 2014 | Dudok Quartet Amsterdam   | Dana Zemtsov              | Huba Hollokoi, Konradin Herzog & Manoj Kamps |                                                                     |                                                                                               |
| 2013 | Ragazze Quartet           | Shin Sihan                | Frank Zielhorst                              |                                                                     |                                                                                               |
| 2012 | Van Baerle Trio           | Amarins Wierdsma          | Karel Deseure                                |                                                                     |                                                                                               |
| 2011 | Lendvai String Trio       | Emmy Storms               | Jos Schroevers                               |                                                                     |                                                                                               |
| 2010 | EnAccord Strijkkwartet    | Maria Milstein            | Arnaud Oosterbaan                            |                                                                     |                                                                                               |
| 2009 | Ensemble Caméléon         | Anna-Magdalena den Herder | Bas Wiegers                                  |                                                                     |                                                                                               |
| 2008 | Holland Baroque Society   | Rosanne Philippens        | Wouter Padberg                               |                                                                     |                                                                                               |
| 2007 | Trio Suleika              | Lisanne Soeterbroek       | Ivo Meinen                                   |                                                                     |                                                                                               |
| 2006 | Ruysdael Kwartet          | Rosa Arnold               | niet uitgereikt                              |                                                                     |                                                                                               |
| 2005 | Zapp String Quartet       | Sanne Hunfeld             | Peter Biloen                                 |                                                                     |                                                                                               |
| 2004 | Amstel Quartet            | Cecilia Bernardini        | Jussi Jaatinen                               |                                                                     |                                                                                               |
| 2003 | The Gents                 | Marlene Hemmer            | Pieter-Jelle de Boer                         |                                                                     |                                                                                               |
| 2002 | Matangi Kwartet           | Lisa Jacobs               | Otto Tausk Manon Meijs                       |                                                                     |                                                                                               |